# Poichilodermia vascolare atrofizzante
La poichilodermia vascolare atrofizzante o poikiloderma vasculare atrophicans (PVA) è una condizione patologica della cute caratterizzata da ipopigmentazione o iperpigmentazione, teleangectasia e atrofia della pelle. Altri nomi di questa patologia sono poichilodermia pre-reticolare e parapsoriasi atrofica. Questa poichilodermia si manifesta con chiazze della pelle che presentano infiammazione e un colorito rossastro, giallastro, marrone, grigio o grigio-nerastro, con un assottigliamento che fa assumere alla cute interessata dalla lesione un tipico aspetto a cartina di sigaretta. A livello dell'epidermide queste aree possono avere una dimensione variabile da piccole macchie a placche rialzate rispetto alla cute circostante; ulteriore possibile degenerazione delle lesioni è la loro estensione incontrollata sotto forma di neoplasia.

## Storia
La patologia fu descritta per la prima volta nel 1906 dal pediatra statunitense Abraham Jacobi.

## Eziologia
La micosi fungoide (una forma di linfoma, spesso precursore delle altre manifestazioni del linfoma stesso) può essere causa di poichilodermia vascolare atrofizzante. La condizione può essere conseguenza anche di altri tipi di linfomi cutanei, di dermatomiosite, di lupus eritematoso, di sindrome di Rothmund-Thomson, di sindrome di Kindler, di discheratosi congenita e di radiodermatite cronica. Cause meno frequenti di poichilodermia sono la sclerodermia, lo xeroderma pigmentosum e la genodermatosi. Molto raramente la patologia è causata dall'ingestione di sostanze contenenti arsenico (come il Salvarsan); altrettanto raramente essa si presenta in forma idiopatica.
La PVA è spesso associata alla parapsoriasi a larghe placche o alla parapsoriasi retiforme; dal punto di vista dei segni clinici, infatti, tutti e tre i quadri clinici menzionati possono essere ascritti al variegato gruppo delle parapsoriasi (termine che fino ad alcuni decenni fa raggruppava tutte le dermatosi a carattere infiammatorio che, pur non essendo catalogabili come forme di psoriasi, avevano alcuni tratti in comune con quest'ultima, tra cui la cronicità).

## Clinica

### Segni e sintomi
La PVA può essere caratterizzata da iper- e ipopigmentazione maculata, associata (a seconda della gravità) a chiazze o a placche sulla superficie cutanea. I cambiamenti della pigmentazione nei soggetti con questa poichilodermia, evidenti a livello dello strato più superficiale dell'epidermide, possono essere attribuiti all'incontinenza (fuoriuscita) di melanina dai melanociti degli strati epidermici sottostanti. Anche l'infiammazione della pelle, comune nei soggetti affetti da PVA, contribuisce ai cambiamenti della pigmentazione cutanea, provocando arrossamenti localizzati. La teleangectasia (segno clinico di pertinenza vascolare della PVA) consiste nella dilatazione dei piccoli vasi sanguigni capillari che sono situati appena sotto l'epidermide. L'atrofia cutanea, cioè una progressiva degenerazione della pelle, è una manifestazione importante della PVA e ha effetti sia sul derma, sia sullo strato epidermico. Questo, in parte, è il risultato della liquefazione degenerativa dello strato basale (cioè lo strato cellulare più profondo) dell'epidermide. L'atrofia conferisce alla pelle un aspetto sottile, secco e rugoso, che negli individui affetti da PVA viene descritto come "a cartina di sigaretta". Anche l'ipercheratosi, ossia l'ispessimento dello strato corneo (lo strato più superficiale dell'epidermide), è spesso presente negli individui con questa poichilodermia.

### Diagnosi
La PVA rientra nelle definizioni aggiornate di parapsoriasi (ad opera di Sutton nel 1956 e di Sehgal et al. nel 2007), che la considerano un potenziale precursore o una potenziale variante della micosi fungoide, malattia linfomatosa della pelle, che è anche associata alla parapsoriasi a grandi placche. La parapsoriasi a grandi placche è costituita da placche cutanee infiammate, variamente scolorite (assumono tonalità giallastre o bluastre), a forma di ragnatela e desquamate, di diametro pari o superiore a 10 cm. Quando la porzione di cute caratterizzata da queste placche degenera ulteriormente e diventa atrofica, la parapsoriasi viene comunemente considerata retiforme. La PVA può verificarsi sia nella forma di parapsoriasi a placca grande che in quella retiforme, ma viene considerata poichilodermia vascolare atrofizzante propriamente detta solo quando sono presenti tutti i suoi tre segni clinici peculiari (poichilodermia, teleangectasia, atrofia). La PVA è quindi considerata una sindrome indipendente identificata dai suoi costituenti tipici, quale che ne sia la sua patogenesi; va detto peraltro che è consuetudine moderna, in ambito dermatologico, parlare semplicemente di "poichilodermia" per indicare tutti e tre i segni clinici tipici della PVA; ai fini di una corretta diagnosi di eventuali patologie (come la sindrome di Bloom) che causano il segno clinico generico della poichilodermia, si tende a parlare nello specifico di poichilodermia vascolare atrofizzante solo qualora questa risulti essere la condizione primaria che colpisce la pelle nei casi in cui l'eventuale patologia ad essa sottostante sia di rilevanza secondaria sul piano clinico.